# Rašid Nugmanov
Rašid Musajevič Nugmanov (Рашид Мусаевич Нугманов, * 19. března 1954 Almaty) je kazachstánský filmař.
Původně pracoval jako architekt, pak vystudoval režii na moskevském VGIKu. Jeho směřování výrazně ovlivnilo pedagogické vedení Sergeje Solovjova, s nímž spolupracoval na filmu Divoká holubice. Stal se vůdčí osobností „nové vlny kazašského filmu“, vyznačující se společenskokritickými náměty a formálními experimenty. Jeho studentský film Ja-Cha (1986) se odehrával v prostředí undergroundových hudebních klubů. V thrilleru Jehla (1988) otevřel problematiku obchodu s drogami v Sovětském svazu. Film se vyznačoval punkovou estetikou a v hlavních rolích se objevili populární zpěváci Viktor Coj a Pjotr Mamonov, stal se kultovním dílem perstrojkové generace a navštívilo ho třicet milionů diváků. V roce 1989 byl Nugmanov zvolen předsedou Svazu filmařů Kazašské SSR. Spolupracoval také s Williamem Gibsonem na scénáři sovětsko-amerického koprodukčního filmu s Cojem v hlavní roli, jehož realizaci zmařila rockerova smrt při autonehodě.
Druhý Nugmanovův celovečerní film Divoký východ (1993), k němuž také napsal scénář, vychází z Kurosawových Sedmi samurajů, jejichž děj zasazuje do bizarně postapokalyptických a surrealistických kulis, evokujících chaos postsovětského světa. Film získal zvláštní cenu poroty na festivalu ve Valenciennes. Aktualizovanou verzí režisérova debutu je Jehla Remix (2010). Nugmanov také natočil dokument Antarctica Double Crossing (2020) a připravuje historický projekt, jehož hlavním hrdinou je chán Bátú.
Od roku 1993 žije ve Francii. Podporuje hnutí Pro spravedlivý Kazachstán a stal se předním kritikem Nursultana Nazarbajeva, jehož obviňuje z korupce a autoritářství.